# Janusz Stankowiak
Janusz Marek Stankowiak (ur. 15 sierpnia 1965 w Starogardzie Gdańskim) – polski nauczyciel i urzędnik samorządowy, od 2014 prezydent Starogardu Gdańskiego.

## Życiorys
Absolwent ekonomii i zarządzania. Pracował jako nauczyciel geografii i muzyki w szkołach podstawowych w Lubichowie i Zelgoszczy, a także jako wychowawca w Specjalnym Ośrodku Szkolno Wychowawczym w Starogardzie Gdańskim. Pod koniec lat 90. zatrudniony w Starogardzkim Centrum Kultury, był kierownikiem administracji, później kilka lat zajmował stanowisko dyrektora tej placówki.
Zaangażował się w działalność lokalnego stowarzyszenia Nasz Starogard, w którym objął funkcję wiceprezesa. W wyborach w 2014 wystartował z jego poparciem na urząd prezydenta Starogardu Gdańskiego, wygrywając w drugiej turze z poparciem wynoszącym 67% głosów. W 2018 z powodzeniem ubiegał się o reelekcję, otrzymując 72% głosów w pierwszej turze. Również w 2024 został wybrany w pierwszej turze z wynikiem 79% głosów.

## Odznaczenia
- 2021: Odznaka Honorowa za Zasługi dla Samorządu Terytorialnego[5]